# Armorial des freguesias de Golegã
- il comporte peu ou pas de sources.
- il reste des blasons à dessiner dans cet armorial.

Cette page donne les armoiries (figures et blasonnements) des freguesias de Golegã. 
| Image | Nom de la commune et blasonnement |
| ----- | --------------------------------- |
|       | Azinhaga                          |
|       | Golegã                            |